# Aedes serratus
Aedes serratus är en tvåvingeart som först beskrevs av Theobald 1901.  Aedes serratus ingår i släktet Aedes och familjen stickmyggor. Inga underarter finns listade i Catalogue of Life.